# René Gusperti
René Gusperti (Silandro, Italia, 18 de marzo de 1971) es un nadador, retirado , especializado en pruebas de estilo libre. Fue subcampeón de Europa en 50 metros libres durante el Campeonato Europeo de Natación en Piscina Corta de 1996.

## Palmarés internacional
| Campeonato Europeo de Natación en Piscina Corta | Campeonato Europeo de Natación en Piscina Corta | Campeonato Europeo de Natación en Piscina Corta | Campeonato Europeo de Natación en Piscina Corta |
| Año                                             | Lugar                                           | Medalla                                         | Prueba                                          |
| ----------------------------------------------- | ----------------------------------------------- | ----------------------------------------------- | ----------------------------------------------- |
| 1996                                            | Rostock (Alemania)                              | Medalla de plata                                | 50 m libre                                      |